# 浦井唯行
浦井唯行（日语：／ Urai Tadayuki，1991年12月12日—），前日本男子羽毛球運動員，曾為日本國家羽毛球隊（B隊）成員，現已退役。千葉縣出生，畢業於西武台中学校、西武台千葉高校及帝京大學，曾隸屬於丸杉株式會社羽毛球部，隊員編號6號。現為日本國家羽毛球隊B隊教練。

## 簡歷
2018年9月，浦井唯行出戰雪梨羽毛球國際賽，與宮浦玲奈合作贏得混合雙打比賽冠軍。

## 主要比賽成績
只列出曾進入準決賽的國際賽事成績：
| 年份   | 賽事                 | 公開賽級別 | 項目     | 拍檔       | 成績   |
| ------ | -------------------- | ---------- | -------- | ---------- | ------ |
| 2018年 | 大阪羽毛球國際挑戰賽 | 國際挑戰賽 | 混合雙打 | 宮浦玲奈   | 準決賽 |
| 2018年 | 雪梨羽毛球國際賽     | 國際系列賽 | 混合雙打 | 宮浦玲奈   | 冠軍   |
| 2019年 | 瑞典羽毛球公開賽     | 國際系列賽 | 混合雙打 | 宮浦玲奈   | 準決賽 |
| 2019年 | 大阪羽毛球國際挑戰賽 | 國際挑戰賽 | 混合雙打 | 宮浦玲奈   | 準決賽 |
| 2019年 | 越南羽毛球公開賽     | 超級100賽  | 混合雙打 | 宮浦玲奈   | 準決賽 |
| 2020年 | 愛沙尼亞羽毛球國際賽 | 國際系列賽 | 男子雙打 | 西川裕次郎 | 準決賽 |
| 2020年 | 愛沙尼亞羽毛球國際賽 | 國際系列賽 | 混合雙打 | 宮浦玲奈   | 亞軍   |
| 2020年 | 瑞典羽毛球公開賽     | 國際系列賽 | 男子雙打 | 西川裕次郎 | 準決賽 |
| 2020年 | 瑞典羽毛球公開賽     | 國際系列賽 | 混合雙打 | 宮浦玲奈   | 準決賽 |

| 2007-2017年 | 首要超級賽 | 超級賽 | 黃金大獎賽 | 大獎賽 | 國際挑戰賽 | 國際系列賽 | 未來系列賽 | 其他 |

| 2018-2026年 | 總決賽 | 超級1000賽 | 超級750賽 | 超級500賽 | 超級300賽 | 超級100賽 | 國際挑戰賽 | 國際系列賽 | 未來系列賽 | 其他 |